# Vụ trộm phi trường Croydon
Vụ trộm phi trường Croydon là một vụ án liên quan đến việc 21.000 bảng vàng thỏi, đồng Sovereign của Anh và đồng Eagle của Mỹ bị mất cắp tại sân bay Croydon, London vào ngày 6 tháng 3 năm 1935. Theo thông lệ ở sân bay, chỉ có một nhân viên bảo vệ làm nhiệm vụ giữ và cầm chìa khóa vào kho bí mật của sân bay cũng như tiếp cận từng chuyến hàng từ các chuyến bay mới hạ cánh. Bằng cách nào đó, một nhóm ăn cắp đã có được một bộ chìa khóa sơ cua và đi vào trong kho chứa đồ của sân bay và lấy hết toàn bộ số đồ giá trị trong đó.
Ba người đàn ông bị buộc tội trộm cắp. Trong đó, một người đã bị kết án bảy năm tù, trong khi hai người kia được tha bổng sau khi một nhân chứng thay đổi lời khai. Vẫn còn vài thành viên của băng đảng vẫn chưa được xác định, và số vàng bị trộm đi đã không bao giờ được tìm thấy.

## Bối cảnh

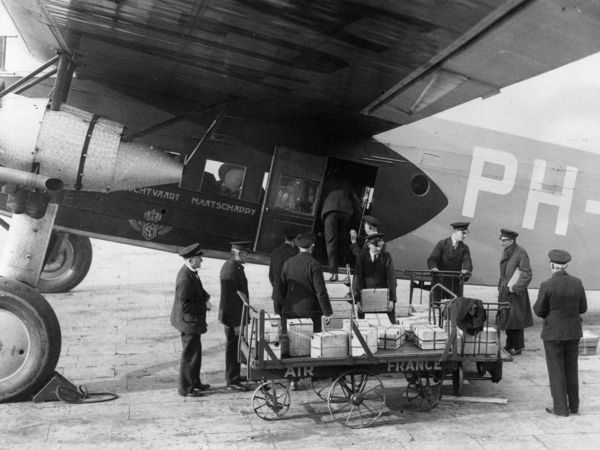
Vàng đến từ Nga được đưa xuống tại sân bay Croydon vào năm 1934.

Trong những năm giữa hai cuộc thế chiến, sân bay Croydon là sân bay chính, có nhiệm vụ tiếp nhận một lượng lớn hàng hóa, thư và vàng được chuyển đến London từ các nơi khác trên thế giới. Năm 1935, tờ The Flight có bài giật tít "cơn sốt vàng KLM", khi chỉ trong hai ngày, "toàn bộ mười hai máy bay đặc biệt, chứa đầy vàng thỏi, đồng sovereign Anh và đồng đô la vàng của Mỹ đã bay đến Croydon từ Hà Lan. Hơn nữa, mỗi chuyến bay dịch vụ, mỗi ngày bốn chuyến, mang theo nhiều thỏi vàng nhất có thể với điều kiện lưu lượng hành khách cho phép". Chỉ vỏn vẹn một tuần vào tháng 5 năm 1935, số lượng vàng trị giá ba phần tư triệu bảng đã đến Croydon từ Paris.

## Vụ trộm

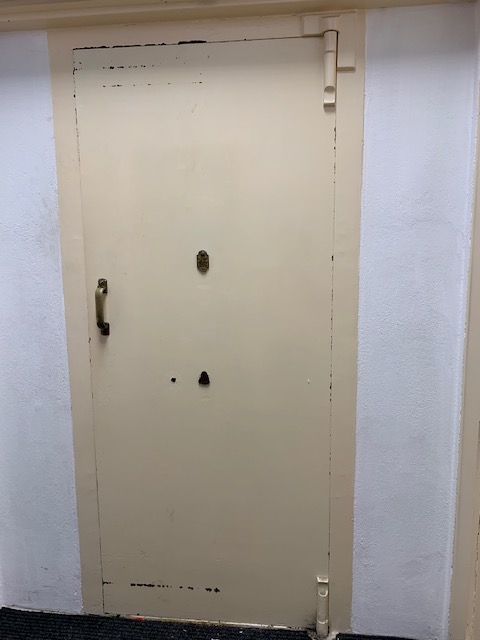
Cửa kho lưu giữ đồ tại sân bay Croydon

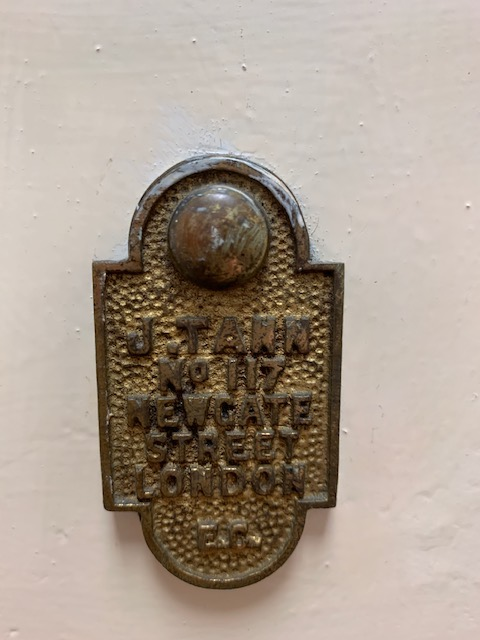
Ổ khóa John Tann gắn trước căn phòng bí mật ở sân bay Croydon

Vào đêm ngày 6 tháng 3 năm 1935, Francis Johnson, như thường lệ, là nhân viên bảo vệ duy nhất tại sân bay. Ba thùng vàng, được chuẩn bị sẵn sàng để vận chuyển đến Paris và Bỉ, đã được mang đến căn phòng bí mật của Imperial Airways vào sáng sớm hôm đó. Có hai bộ chìa khóa để vào căn phòng này, một nằm trong ngăn kéo của quản lý sân bay, một do Johnson giữ. Khi một chiếc máy bay đến từ Đức hạ xuống sân bay, Chàng bảo vệ lúc này vẫn còn ngủ say và chỉ thức dậy lúc 4 giờ sáng khi một máy bay Đức đáp xuống đến. Sau đó, anh rời khỏi nhà ga để làm công tác tiếp nhận chuyến bay. Lúc đó, căn phòng bí mật đã bị khóa kĩ.
Một vài giờ sau, căn phòng bí mật được phát hiện đã bị mở khóa và đột nhập. Kẻ trộm đã cuỗm đi tổng cộng số tài sản 21.000 bảng (tương đương 1,2 triệu bảng thời giá 2016), bao gồm vàng thỏi, đồng sovereign vàng và đồng Eagle Mỹ mà hãng vận tải Machinery and Technical Transport Limited đã ủy thác cho Imperial Airways.

## Cuộc điều tra của cảnh sát
Trong quá trình điều tra, cảnh sát được biết một người đi xe đạp ngang qua sân bay vào sáng sớm đã nhận dạng biển số của một chiếc taxi bị nghi ngờ là sử dụng trong vụ trộm. Lần theo dấu vết, họ tìm đến George Mason, người lái taxi. Mason tiết lộ rằng anh ta đã được một người đàn ông tên là "Little Harry" dỗ ngọt với mục đích chở anh ta và ba người đàn ông khác, một trong số họ là Cecil Swanland, đến sân bay từ King Cross, thu thập vàng và giao nó đến nhà của Swanland. Bà chủ nhà của Swanland, bà Schultz cùng báo cáo đã nhìn thấy những người đàn ông dỡ hàng từ một chiếc taxi vào sáng hôm 6 tháng 3.
Swanland, một kẻ không tiền không thể giải thích lý do tại sao anh ta có thể đặt mua khuy măng sét bằng vàng, quần áo trị giá 59 bảng và một chiếc trâm cài 50 bảng. Một số vật phẩm liên quan cũng được cảnh sát tìm thấy tại nhà của anh ta. Chúng bao gồm một thời gian biểu của Imperial Airways, con dấu vàng trong thùng rác và một chiếc nẹp sắt trong lò sưởi, tương tự như những cái thường được sử dụng để giữ các thỏi vàng lại với nhau.
Ba người đàn ông đã bị buộc tội sau đó:
- Cecil Swanland,[4] một nghệ sĩ 47 tuổi, trước đây đã từng bị kết án về tội cướp và giả mạo, từng hai lần ra tù vào tội.[1]
- Silvio "Shonck" Mazzarda, một người chơi cá ngựa chuyên nghiệp 38 tuổi, cũng là thành viên của băng đảng Sabini.
- John O'Brien, một người đàn ông 70 tuổi.

Ban đầu, tài xế taxi đã xác định Mazzarda và O'Brien trong một cuộc nhận dạng danh tính, thậm chí thừa nhận rằng anh quen biết Mazzarda trong 30 năm.
Trong một cuộc thẩm tra của cảnh sát dành cho Mazzarda vào năm 1937, anh thừa nhận bản sao của chùm chìa khóa, bao gồm chiếc chìa khóa vào phòng chứa đồ là lấy từ người trưởng phụ trách dỡ hàng, Burtwell Peters.

## Phiên tòa
Graham Brooks, công tố viên tại Tòa án Khu vực Croydon đã thốt lên rằng vụ trộm "kịch tính như một cuốn tiểu thuyết của Edgar Wallace". Ông kể lại: 
 Đó là một đêm hoàn toàn yên tĩnh và yên bình tại phi trường Croydon và mọi người đều nghĩ rằng số vàng đã yên vị trong căn phòng bí mật. Rồi đột nhiên, lúc bảy giờ sáng, một nhân viên bán hàng tên Ashton đi vào căn phòng, định mở khóa nhưng ngạc nhiên khi thấy cửa đã mở toang và căn phòng trống rỗng.
 Vụ án chống lại Mazzarda và O'Brien sụp đổ sau khi Mason, người lái xe taxi, quyết định thay đổi lời khai của mình và tuyên bố rằng Mazzarda không ở trong chiếc xe taxi ngày hôm đó.
Swanland bị kết án bảy năm tù cho tội danh của mình, trong khi Mazzarda và O'Brien được tha bổng.

## Hậu quả
Vẫn còn những bí ẩn chưa được giải quyết xung quanh vụ trộm, bao gồm danh tính của một số thành viên băng đảng và những gì đã xảy ra với số vàng.
Sau vụ cướp, vợ của Swanland bị đuổi ra khỏi căn hộ và chuyển đến sống cùng mẹ tại số 28, phố Dean, nơi cảnh sát tin rằng là chỗ giấu số vàng. Cô nộp đơn xin để lại tiền cho chồng tại nhà tù Wandsworth. Cảnh sát cũng ghi nhận là cô có một khoản tiền đáng kể trong ngân hàng sau vụ trộm.
Vụ cướp xảy ra trước Ủy ban Tư pháp Thượng viện năm 1939. Ngay sau vụ việc, các nạn nhân bao gồmPhilippson cùng những người khác đã đâm đơn kiện hãng Imperial Airways, Limited, trong đó yêu cầu hãng bồi thường cho số vàng bị mất của họ. Đó là số vàng mà họ đã ký gửi chuyển đến Bỉ từ London. Vụ kiện đã xác lập các điều khoản và điều kiện chuyên chở bắt buộc giữa các bên, khi Tòa Thượng viện ra phán quyết có lợi cho phe bị đơn.
Hồ sơ liên quan đến vụ án hiện vẫn còn được lưu trữ bởi Viện Lưu trữ Quốc gia Anh đặt tại Kew.